# Kasteel de Groote

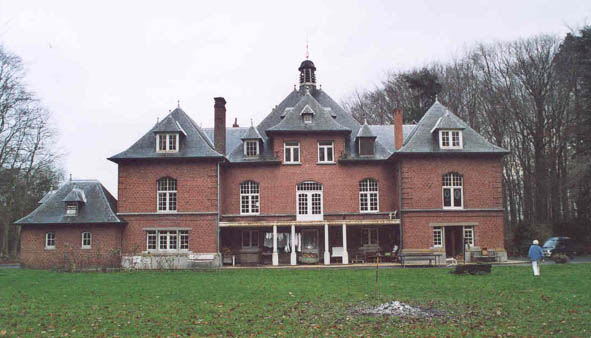
Het landhuis in 2006

Het Kasteel de Groote is een 19e-eeuws kasteel in neoclassicistische stijl in de West-Vlaamse plaats Houthulst, gelegen aan Eugène de Grootelaan 66.

## Geschiedenis
In 1838 kocht de Antwerpse handelaar en politicus Jan-Pieter Cassiers een stuk bosgrond aan de rand van het Vrijbos met het oog op bosopbrengst. Cassiers was reeds eigenaar van honderden hectaren landerijen gestrekt over West-Vlaanderen. Aanvankelijk werd enkel een jachtpaviljoen gebouwd, maar in 1848 gaf Cassiers opdracht om er ook een kasteel te zetten. Datzelfde jaar werd Cassiers benoemd tot burgemeester van Klerken-Houthulst. Onder zijn toedoen werd de infrastructuur van Houthulst grondig onder handen genomen.
Jan-Pieter Cassiers en zijn vrouw, burggravin Caroline De Patin, bleven kinderloos en na hun overlijden belandden al hun eigendommen in de handen van Raymond De Groote, de opzichter van de familie Cassiers-de Patin. Verschillende van diens nazaten, waaronder Eugène De Groote, zouden daarop hun vaste residentie nemen in het kasteel.
In 1914 viel het kasteel in Duitse handen. Het bos van Houthulst werd vervolgens omgevormd tot een knooppunt van verdedigingswerken met loopgraven en prikkeldraadversperringen. Het kasteel zelf werd een verzorgingscentrum voor gewonden. Tijdens het eindoffensief in 1918 werd het kasteel teruggewonnen, maar kwam niet ongehavend uit de strijd. In 1920 werd volop gestart met de heropbouw, allicht onder leiding van architect Jozef Viérin. Het kasteel wordt tot op heden bewoond door de familie de Groote.
Op 7 april 2023, omstreeks 3.50 uur, kreeg de brandweer een melding dat het kasteel in lichterlaaie zou staan. Door de jarenlange leegstand had de brandweer geen makkelijke doorgang door de dichte begroeiing en werd besloten het kasteel gecontroleerd te laten uitbranden. Of de brand aangestoken is, is niet bekend. Het parket zal een deskundige de zaak laten onderzoeken. Het kasteel was de voorbije jaren wel al vaker het mikpunt van vandalisme. In juni 2019 hebben tieners nog een ravage aangericht in het kasteel, onder meer door het gooien van bijlen in schilderijen. Ook krakers vertoefden er al. Het kasteel en domein zijn nu eigendom van de Engelse familie White.